# Společnost přátel Lužice

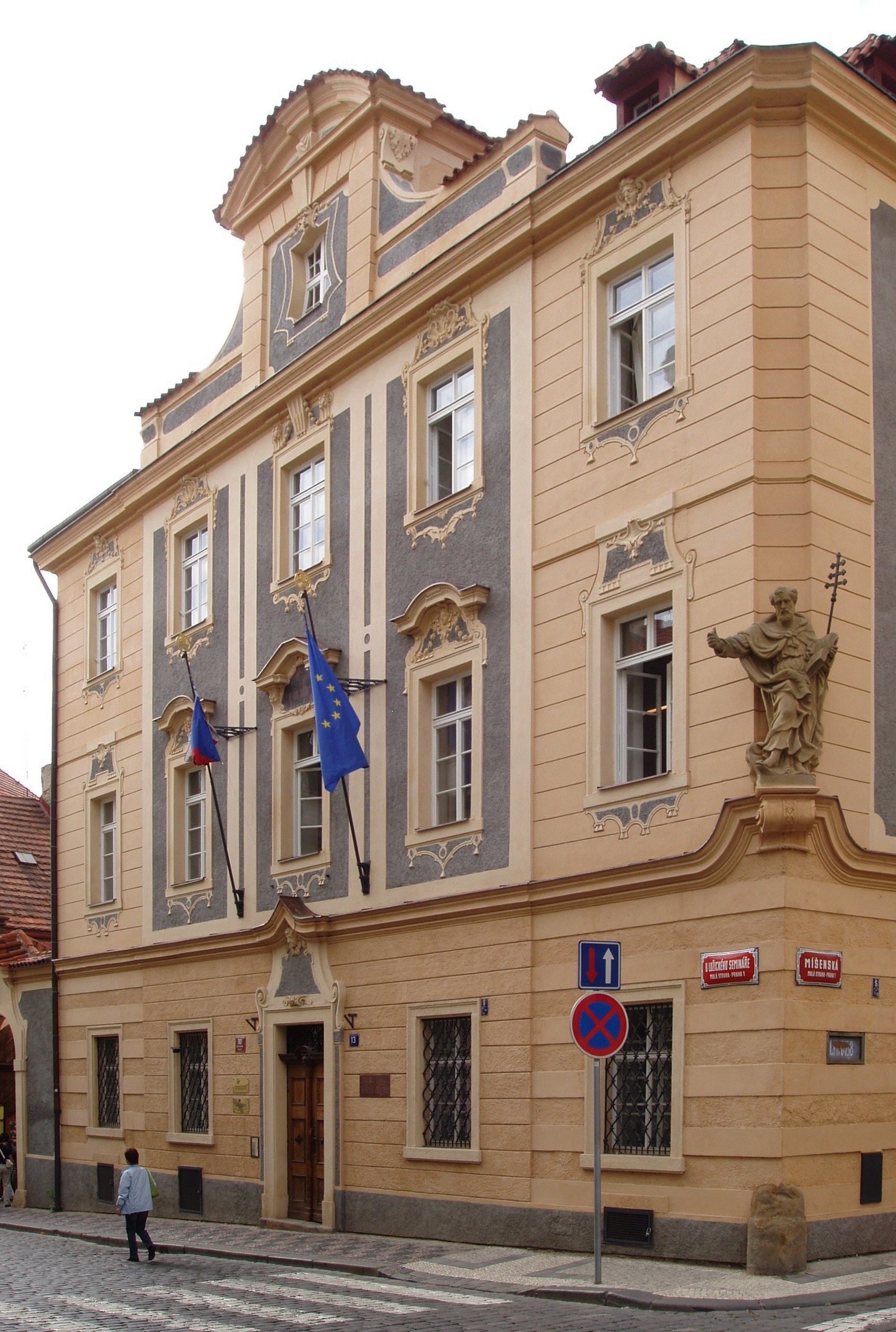
Sitz der Společnost přátel Lužice im ehemaligen Wendischen Seminar in Prag

Die Společnost přátel Lužice (zu deutsch: Gesellschaft der Freunde der Lausitz; sorbisch: Towarstwo přećelow Serbow) wurde am 20. März 1907 als Tschechisch-wendischer Verein Adolf Černý (Łužisko-serbske towarstwo „Adolf Černý“) in Prag gegründet.
Adolf Černý, Slawistikprofessor und Lektor für Sorabistik an der Prager Karls-Universität, fungierte als damals wichtigster tschechischer Experte für Sorabistik nicht nur als Namensgeber, sondern auch als Protektor des Vereins. 1932 wurde der Verein umbenannt in Společnost přátel Lužice (Gesellschaft der Freunde der Lausitz). Gleichberechtigte Arbeitssprachen des Vereins sind zugleich Tschechisch und Sorbisch. Die SPL ist heute assoziiertes Mitglied der Domowina und hat ihren Sitz im Gebäude des Wendischen Seminars auf der Prager Kleinseite.

## Beitrag zur Sorbenfrage
Der Verein setzt sich für den kulturellen und wissenschaftlichen Austausch zwischen dem sorbischen und tschechischen Volk ein. Insbesondere nach dem Ersten Weltkrieg gab es intensive Kontakte, um die Sorben in ihrem Streben nach kultureller Autonomie zu unterstützen.
So war deren Protektor Černý als Ministerialbeamter und Experte für Sorben Berater der tschechoslowakischen Delegation der Versailler Friedenskonferenz für die Sorbenfrage. Es war ein erklärtes Ziel der Delegation, sich für Schutz und Rechte der slawischen Minderheit der Sorben in der Lausitz einzusetzen. Maximalforderung war eine autonome Lausitz, wie sie etwa auch der Wendische Nationalausschuss 1919 und die aus ihm hervorgegangene Wendische Volkspartei noch in der Weimarer Republik forderte. Weit realistischer wurde versucht, einen dem Minderheitenschutzvertrag zwischen den Alliierten und Assoziierten Hauptmächten und Polen vergleichbaren Minderheitenschutz für die Sorben zu erwirken. Dies konnte allerdings nicht erreicht werden, sondern nur ein allgemeiner Minderheitenschutz im Versailler Friedensvertrag verankert werden, der sich in Art. 113 der Weimarer Verfassung niederschlug.
Nach der Machtübernahme der Nationalsozialisten veröffentlichte die Gesellschaft der Freunde der Lausitz am 4. Mai 1933 eine Denkschrift unter dem Titel Für die Rettung der Kultur des Sorbischen Volkes. Darin übte sie scharfe Kritik an der deutschen Regierung für ihre Sorbenpolitik, die im Widerspruch zum garantierten Minderheitenschutz in Art. 113 stand. Diese Denkschrift fand über das Netzwerk der Freundschaftsgesellschaften der Sorben europaweit Gehör, rückte aber in Anbetracht der Machtüberlassung 1933 in den politischen Hintergrund.

## Freundschaftsgesellschaften der Sorben im Ausland
Mit Unterstützung der Gesellschaft der Freunde der Lausitz in Prag entstanden in den 1920ern und 30ern weitere Freundesgesellschaften der Sorben.
| Jahr | Sitz      | (historisches) Land der Gründung            | Name                                                  | Nachweis in |
| ---- | --------- | ------------------------------------------- | ----------------------------------------------------- | ----------- |
| 1923 | Warschau  | Polen                                       | Towarzystwo Przyjaciół Narodu Serbołżyckiego Warszawa | 410         |
| 1924 | Paris     | Frankreich                                  | Association Les Amis de La Lusace Paris               | 440         |
| 1925 | Wien      | Österreich                                  | Freundeskreis der Lausitzer Wenden                    | 444         |
| 1926 | New York  | Vereinigte Staaten                          | Society of Lusatian Frieds Ney York                   | 449         |
| 1927 | Zagreb    | Königreich der Serben, Kroaten und Slowenen | Društvo prijatelja Lužičkih Srba Zagreb               | 450         |
| 1928 | Ljubljana | Königreich der Serben, Kroaten und Slowenen | Drušstvo prijatelov Lužiskih Srbov Ljubljana          | 452         |
| 1928 | Belgrad   | Königreich der Serben, Kroaten und Slowenen | Društvo prijatelja Lužičkih Srba Beograd              | 457         |
| 1930 | Posen     | Zweite Polnische Republik                   | Towarzystwo Przyjaciół Narodu Łużyckiego Poznań       | 468         |
| 1932 | Lemberg   | Zweite Polnische Republik                   | Towarzystwo Przyjaciół Narodu Łużyckiego Lwów         | 472         |
| 1933 | Warschau  | Zweite Polnische Republik                   | Akademickie Koło Przyjaciół Łużyc Warszawa            | 474         |
| 1933 | Posen     | Zweite Polnische Republik                   | Akademickie Koło Przyjaciół Łużyc Poznań              | 475         |
| 1936 | Kattowitz | Zweite Polnische Republik                   | Towarzystwo Przyjaciół Narodu Łużyckiego Katowice     | 477         |